# Élections municipales de 2001 à Rennes
Pour un article plus général, voir Élections municipales françaises de 2001.
Les élections municipales ont lieu les 11 et 18 mars 2001 à Rennes.

## Mode de scrutin
Le mode de scrutin à Rennes est celui des villes de plus de 1 000 habitants : la liste arrivée en tête obtient la moitié des 61 sièges du conseil municipal. Le reste est réparti à la proportionnelle entre toutes les listes ayant obtenu au moins 5 % des suffrages exprimés. Un deuxième tour est organisé si aucune liste n'atteint la majorité absolue et au moins 25 % des inscrits au premier tour. Seules les listes ayant obtenu aux moins 10 % des suffrages exprimés peuvent s'y présenter. Les listes ayant obtenu au moins 5 % des suffrages exprimés peuvent fusionner avec une liste présente au second tour.

## Candidats
| Liste | Liste                                                              | Partis               | Tête de liste     |
| ----- | ------------------------------------------------------------------ | -------------------- | ----------------- |
|       | Tous et toutes ensemble à gauche                                   | TEAG-LCR             | Françoise Bagnaud |
|       | Rennes, l'élan 2001                                                | UDF-RPR-DL-GE        | Loïck Le Brun     |
|       | Rennes ensemble avec Edmond Hervé                                  | PS-PCF-Verts-UDB-PRG | Edmond Hervé      |
|       | Entente nationale pour plus de sécurité et moins de gaspillage     | MNR                  | Pierre Janton     |
|       | Lutte ouvrière soutenue par Arlette Laguillier                     | LO                   | Raymond Madec     |
|       | Motivées                                                           | DVG (Motivé-e-s)     | Patrick Mainguené |
|       | Rennes fait front                                                  | FN                   | Brigitte Neveux   |
|       | Services publics, démocratie communale, laïcité et droits ouvriers | PT                   | Jean-Paul Tual    |

## Résultats
- Maire sortant : Edmond Hervé (PS)
- 61 sièges à pourvoir au conseil municipal (population légale 1999 : 206 229 habitants)

|                                                                    |                   |                      |              |              |             |             |        |        |  |
| Tête de liste                                                      | Tête de liste     | Liste                | Premier tour | Premier tour | Second tour | Second tour | Sièges | Sièges |  |
| Tête de liste                                                      | Tête de liste     | Liste                | Voix         | %            | Voix        | %           | CM     |        |  |
|                                                                    | Edmond Hervé *    | PS-PCF-Verts-UDB-PRG | 25 654       | 44,64        | 32 991      | 57,23       | 48     |        |  |
| Rennes ensemble avec Edmond Hervé                                  |                   |                      | 25 654       | 44,64        | 32 991      | 57,23       | 48     |        |  |
|                                                                    | Loïck Le Brun     | UDF-RPR-DL-GE        | 18 395       | 32,01        | 24 660      | 42,77       | 13     |        |  |
| Rennes, l'élan 2001                                                |                   |                      | 18 395       | 32,01        | 24 660      | 42,77       | 13     |        |  |
|                                                                    | Patrick Mainguené | DVG (Motivé-e-s)     | 4 725        | 8,22         |             |             |        |        |  |
| Motivées                                                           |                   |                      | 4 725        | 8,22         |             |             |        |        |  |
|                                                                    | Raymond Madec     | LO                   | 2 811        | 4,89         |             |             |        |        |  |
| Liste Lutte Ouvrière soutenue par Arlette Laguillier               |                   |                      | 2 811        | 4,89         |             |             |        |        |  |
|                                                                    | Françoise Bagnaud | TEAG-LCR             | 2 324        | 4,04         |             |             |        |        |  |
| Tous et toutes ensemble à gauche                                   |                   |                      | 2 324        | 4,04         |             |             |        |        |  |
|                                                                    | Brigitte Neveux   | FN                   | 1 545        | 2,69         |             |             |        |        |  |
| Rennes fait front                                                  |                   |                      | 1 545        | 2,69         |             |             |        |        |  |
|                                                                    | Pierre Janton     | MNR                  | 1 027        | 1,79         |             |             |        |        |  |
| Entente nationale pour plus de sécurité et moins de gaspillage     |                   |                      | 1 027        | 1,79         |             |             |        |        |  |
|                                                                    | Jean-Paul Tual    | PT                   | 984          | 1,71         |             |             |        |        |  |
| Services publics, démocratie communale, laïcité et droits ouvriers |                   |                      | 984          | 1,71         |             |             |        |        |  |
|                                                                    |                   |                      |              |              |             |             |        |        |  |
| Inscrits                                                           | Inscrits          | Inscrits             | 113 696      | 100,00       | 113 704     | 100,00      |        |        |  |
| Abstentions                                                        | Abstentions       | Abstentions          | 54 002       | 47,50        | 53 489      | 47,04       |        |        |  |
| Votants                                                            | Votants           | Votants              | 59 694       | 52,50        | 60 215      | 52,96       |        |        |  |
| Blancs ou nuls                                                     | Blancs ou nuls    | Blancs ou nuls       | 2 229        | 3,73         | 2 564       | 4,26        |        |        |  |
| Exprimés                                                           | Exprimés          | Exprimés             | 57 465       | 96,27        | 57 651      | 95,74       |        |        |  |